# Filmologija
Filmologija je humanističko-znanstvena akademska disciplina koja se bavi raznim teoretskim, povijesnim i kritičkim pristupima filmu kao obliku umjetnosti i mediju. Ponekad ju se uklapa u studije medija i uspoređuje s televizijskim studijima.
Glavno zanimanje filmologije jest istraživanje narativnih, umjetničkih, kulturnih, ekonomskih i političkih odlika filma, umjesto razumijevanja filmske produkcije. Filmologija tako upotrebljava razne kritičke pristupe analizi produkcije, teorije filma, konteksta i stvaranja filma, pri čemu upotrebljava znanja iz područja filozofije, sociologije, psihologije, teorije komunikacija, semiologije, biologije i drugih.
Kao akademska disciplina, filmologija je nastala u 20. stoljeću. Za razliku od umijeća filmske produkcije, čije je nastajanje pratilo razvoj tehnologije filma, filmologija je začeta pojavom teorije filma i filmskom historiografijom.

## Vanjske poveznice
- filmologija – Filmska enciklopedija (LZMK)